# Cantagiro
Cantagiro – włoski wędrowny festiwal piosenki w latach 1962–1972,  którego finał odbywał się w Fiuggi. Nagrody przyznawano w trzech kategoriach:
- A - znani wykonawcy;
- B - debiutanci;
- C - zespoły.

W latach 1990–1993 festiwal wznowiono.